# 圓盾劍士

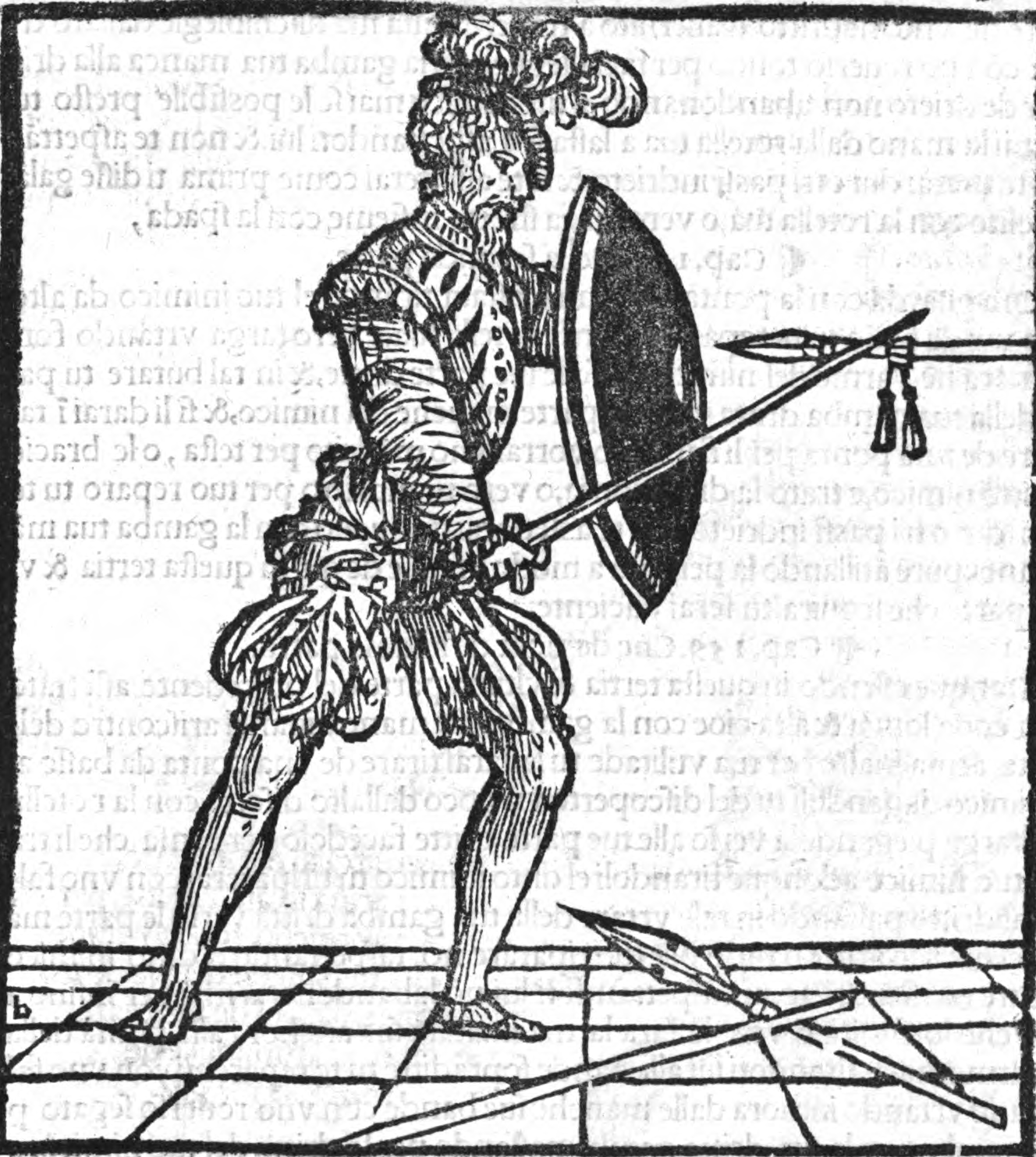
圓盾劍士

持圓盾者（Rodeleros）或稱作劍士（Espadachines），俗稱「圓盾劍士」，是十六世紀早期的西班牙部隊，裝備著鋼製盾或被稱作Rodela的鋼製圓盾與劍（通常是側劍（side-sword））。
圓盾劍士源於一個義大利人想復興羅馬軍團劍兵的忽發奇想，最後方案被使用強效專業劍兵的西班牙人所採納。除圓盾以外，他們亦多配有頭盔及胸甲（部分更會配備手足護甲）以增強防護力。
荷南·科爾蒂斯的在美洲進行戰役的部隊大多數都是圓盾兵，在1520年，他的1300人部隊就有1000人是圓盾兵，在1521年，有700位圓盾兵，其他的兵種如弩兵與鉤銃兵加起來只有118位。貝爾納爾·迪亞斯·德爾·卡斯蒂略曾經是科爾蒂斯手下的圓盾劍士。
當西班牙採用了上校方陣 (Colunella)時，他們也使用了一小群圓盾劍士來打破長槍陣推擠的僵局（德意志及瑞士地區傭兵則多採用斧槍兵來擔任此任務），在1512年的拉文納戰役證明了圓盾劍士非常致命且有效。不過當圓盾兵面對一個士氣高昂、軍紀嚴明的長槍陣時則是非常脆弱，如Seminara戰役時的情況。另外圓盾兵面對騎兵的攻擊時也是非常脆弱。
戰場上的戰術在十六世紀早期持續演進，西班牙人最後認為圓盾兵的缺點已完全壓過了優點。在1530年代，西班牙步兵改組成三分之一陣 (Tercios)，圓盾劍士此一軍種即被取消。